# Mossegades perilloses
Mossegades perilloses (títol original: Once Bitten) és una comèdia fantàstica estatunidenca dirigida per Howard Storm, estrenada l'any 1985. Ha estat doblada al català

## Argument
Mark només pensa en una cosa: passar a l'acció. Però mentre que la seva amiga l'insta a esperar, coneix una superba comtessa, una vampir veritablement a punt per passar a l'acció ! Mark es frega les mans, satisfet d'haver-la poguda  conquistar… Però després d'una fogosa nit amb la seductora, Mark comença a agafar els trets estranys d'un rat penat. Mark molt ràpidament haurà de trobar una manera de trencar la maledicció de la seva amant. Si no, haurà de dir adéu per sempre a la llum del dia i passar les  nits amb ella per l'eternitat.

## Repartiment
- Jim Carrey: Mark Kendall
- Lauren Hutton: La comtessa
- Karen Kopins: Robin Pierce
- Cleavon Little: Sebastian
- Thomas Ballatore: Jamie
- Skip Lackey: Russ
- Jeb Stuart Adams : World War I Ace Vampire
- Joseph Brutsman : vampir confederat
- Stuart Charno : Cabin Boy Vampire
- Robin Klein : Flowerchild Vampire

## Al voltant de la pel·lícula
Després de l'èxit de The Mask, Pathé va treure dues pel·lícules en vídeo amb Jim Carrey, Ace Ventura i Vampire Forever l'any 1995. 